# Gregor Joseph Werner
Pour les articles homonymes, voir Werner.
Gregor Joseph Werner, né le 28 janvier 1693 à Ybbs an der Donau et mort le 3 mars 1766 à Eisenstadt, est un compositeur autrichien.

## Biographie
Werner a servi de 1715 à 1716 ou 1721 (inconnue) comme organiste à l'abbaye de Melk. Pendant les années 1720, il était à Vienne, où il peut avoir étudié avec Johann Fux et s'est marié le 27 janvier 1727.
Le 10 mai 1728, il a pris le poste qu'il devait tenir pour le reste de sa vie, comme Kapellmeister à la cour des Esterházy au Palais d'Esterházy à Eisenstadt. Il succédait à Wenzel Franz Zivilhofer. La nomination a « ouvert une nouvelle ère pour la musique » à la cour. Auparavant, il y avait eu sept ans de relative inactivité à la suite de la mort du prince Joseph en 1721. Sa veuve Maria Octavia, servant en tant que co-régente pour son jeune fils Paul Anton, avaient entrepris de faire des économies dans le domaine de la musique. Robbins Landon et Jones suggèrent que Werner a été embauché à l'instigation du prince, âgé à l'époque de 17 ans.
Werner s'est mis au travail, apportant la nouvelle musique de la cour de Vienne et en composant de manière prolifique. Il a eu la charge complète de la vie musicale à Esterházy jusqu'en 1761, quand il est entré dans une période de semi-retraite, ses responsabilités se limitant alors à la musique religieuse. Tout au long de cette période, il a travaillé pour un prince qui lui-même était très musicien: Paul Anton avait reçu une formation musicale des musiciens de la cour ainsi que des maîtres de musique venus de l'étranger; il jouait du violon et de la flûte.
Werner est mort à Eisenstadt le 3 mars 1766.
Parmi les élèves de Werner, on trouve S. T. Kolbel (Kölbel), et l'organiste d'Esterházy Johann Novotný (1718-1765), père de Franz Nikolaus Novotný (1743-1773).
Certains de ses fils sont devenus musiciens.
- Anton Joseph Werner (né le 10 janvier 1731 à Eisenstadt, † après 1763 (Ort?) Organiste. En 1740, il est occupé comme altiste à l'orchestre Esterházy. Il est mentionné dans le testament de son père en 1763 comme organiste à Villach.
- Johann Nepomuk Werner (né le 4 août 1734 à Eisenstadt, † le 11 juin 1799 à Zwettl) ecclésiastique et musicien. En 1754, il entre dans l'abbaye cistercienne de Zwettl et a été ordonné prêtre en 1760. En 1760, il était préfet des Petits chanteurs à Zwettl, où il a travaillé comme maître de chapelle et organiste. En 1766, il travaille comme aumônier et pasteur.

## Œuvres
Werner a écrit des messes a cappella dans un style contrapuntique strict, ainsi que de la musique d'église avec accompagnement instrumental et des symphonies. Son catalogue comprend une série de vingt oratorios, tous composés pour une exécution le vendredi saint, le plus souvent dans la chapelle Esterházy. Jones discerne un style présentant deux facettes, avec la plupart des œuvres adoptant la forme de pièces sévères fortement contrapuntiques, mais une minorité (écrite pour des occasions plus légères tels que l'Avent et la Nativité) qui «emploie un langage nettement plus simple, utilisant des éléments de la musique folklorique européenne autrichienne et même orientale ». Les œuvres de Joseph Haydn existent dans  les deux genres, et ont peut-être été influencées par Werner.
Werner a également composé WAP (song).

### Musique sacrée
- 50 Messes
- plusieurs Te Deum
- Vêpres
- Litanies
- Oratorios
  - Absalon (1743),
  - Ester (1746),
  - Der verlorene Sohn (1747),
  - Job (1748),
  - Holoferne (1747)
  - Ada (1749).

### Musique instrumentale
- Symphonie sex senaeque Sonatae (1735),
- Diletto Musicale,
- Neuer und sehr curios-Musicalischer Instrumental-Calender (description des 12 mois de l'année),
- Der Wienerische Tandlmarkt,
- Bauern-Richters-Wahl'
- un Concerto pour violoncelle.

Comme employé de la famille Esterházy, Werner a peu publié, mais quelques œuvres ont été imprimées. Parmi ces dernières, on trouve une série de douze petites suites orchestrales représentant les douze mois de l'année, Neuer und sehr curios-Musicalischer Instrumental-Calender, qui a été publié à Augsbourg en 1748.
Les partitions autographes et des pièces de Gregor Joseph Werner se trouvent dans la collection de la Országos Széchényi Könyvtár à Budapest, ainsi que dans les archives publiques à Győr, Hongrie.

## Relations avec Haydn
La période de semi-retraite de Werner a commencé en 1761 lorsque la famille Esterházy a embauché le compositeur de 29 ans, Joseph Haydn comme leur vice-maître de chapelle. Le contrat par lequel Haydn a été embauché montre la fidélité de la famille envers ses serviteurs musiciens âgés, en les gardant, au moins comme titulaire en titre du poste prestigieux de Kapellmeister. Cependant, les fonctions musicales de Werner ont été réduites à la musique d'église, et Haydn, de 39 ans plus jeune que Werner, a eu les fonctions principales, avec un contrôle total sur les événements musicaux non religieux de la maison, y compris l'orchestre.
Ce fut une époque de changements probablement difficiles pour Werner. Son patron de longue date Paul Anton est mort en mars 1762, remplacé par son frère cadet Nicolas Esterházy. Nicolas était aussi un prince très musicien, mais ses goûts (selon Jones) « penchaient plutôt vers Haydn et le développement de la musique instrumentale ». Haydn initialement a reçu le même salaire (400 florins par an) que celui que Werner a longtemps reçu, mais en juin 1762 ce salaire a été porté à 600.
En outre, Werner avait vécu assez pour voir que le genre de musique qu'il composait était devenu désuet. Son propre travail s'appuyait sur les formes contrapuntiques de l'époque baroque, alors qu'à partir de 1761, les nouvelles formes de la période classique, souvent basées sur une mélodie unique avec un  accompagnement de basse chiffrée, ont pris de l'importance. Jones dit, « il était devenu trop vieux pour apprécier la mode qui se développait rapidement pour les symphonies, quatuors et sonates pour clavier, genres dans lesquels Haydn s'était déjà acquis un nom ». Werner a exprimé son dégoût en appelant Haydn un « G'sanglmacher » (« auteur de chansonnettes ») et un « Modehansl » (« suiveur de mode », littéralement un « petit Hans à la mode »).
Le mécontentement de Werner a atteint son paroxysme en octobre 1765, quelques mois avant sa mort, quand il a écrit une lettre au prince Esterházy dénonçant Haydn pour son laxisme dans la gestion de l'établissement musical Esterházy. La lettre commence ainsi:
« Je suis obligé d'attirer l'attention sur les négligences graves au sein de la chapelle du château, les grandes dépenses inutiles, et l'oisiveté paresseuse des musiciens. La responsabilité principale de cette situation doit conduire à mettre à la porte l'actuel directeur, qui a permis tout cela, dans le but d'être appelé le « bon Heyden » [sic]: que Dieu soit mon témoin, les choses sont beaucoup plus désordonnées que si sept enfants étaient concernés . »
On détecte de l'amertume et de la jalousie dans la lettre de Werner, mais Jones souligne que les critiques pourraient bien avoir été légitimes, et que la lettre a entraîné une réponse bureaucratique utile. La Prince Nicolas s'est arrangé avec son administrateur Rahier pour faire face à la situation. Rahier (avec qui Haydn avait une relation difficile) a publié un document officiel, qui réprimande Haydn. Toutefois, il a également été apporté une clarification utile des responsabilités de Haydn et il a été désigné un subordonné (Joseph Dietzl) pour assumer la tâche de garder la trace de la musique et s'occuper des instruments à Eisenstadt.

## Postérité
Werner est aujourd'hui un compositeur presque oublié. The Penguin Guide to Recorded Classical Music n'a aucune critique d'enregistrement d'une de ses œuvres. Peu d'enregistrements sont disponibles dans le commerce. Les sources de référence ci-dessous ont tendance à insister sur la relation troublée de Werner avec Haydn plutôt que sur sa propre carrière.
La chorégraphe Twyla Tharp utilise un prélude et fugue de Werner pour son ballet de 1976 Give and Take.
Haydn lui-même a clairement tenu Werner en haute estime, malgré les difficultés de leur relation. Alors âgé, Haydn a publié (en 1804) Six introductions et fugues pour quatuor à cordes, pris dans les oratorios de Werner. La page titre de cette œuvre indique que les pièces ont été « éditées par son successeur J. Haydn en raison d'une estime particulière envers le célèbre maître ».

## Enregistrements
- Oratorio Debora – Banditelli, dir. Pal Nemeth (1994, Quintana).
- Gregor Werner, Pro Adventu – Ars Antiqua Austria, dir. Gunar Letzbor (2012, Challenge Classics CC72513). Contient les 6 fugues pour quatuor (dans l'arrangement de Haydn), et des œuvres vocales choisies pour l'Avent.
- 3 Salve Regina , 4 Pastorella - La Festa Musicale - (2021)
- Requiem et Oeuvres diverses (Der verlorene Sohn, Absalon..) - La Festa Musicale - (2022)
- Die Jahreszeiten (= Neuer und sehr curios-Musicalischer Instrumental-Calender) - Concilium musicum Wien, dir. Paul Angerer (2011, Christophorus Records CHE 0164-2).